# ايمانويل وايت
ايمانويل وايت (بالإنجليزية: Emanuel White)‏ هو لاعب كرة القدم الكندية أمريكي، ولد في 15 أكتوبر 1985 في ليكلاند في الولايات المتحدة.